# Chloe Aridjis
Chloe Aridjis (New York, 1971) è una scrittrice statunitense.

## Biografia
Nata a New York nel 1971, è cresciuta nei Paesi Bassi e a Città del Messico.
Ha conseguito un B.A. all'Università di Harvard e un dottorato di ricerca a Oxford e risiede a Londra.
Nel 2009 ha esordito nella narrativa con il romanzo Book of Clouds ottenendo il Prix du Premier Roman Etranger e in seguito ha vissuto per 5 anni a Berlino.
Dopo il romanzo Asunder del 2013, nel 2019 ha pubblicato I mostri del mare, prima opera tradotta in italiano e vincitrice l'anno successivo del Premio PEN/Faulkner per la narrativa.

## Opere

### Romanzi
- Book of Clouds (2009)
- Asunder (2013)
- I mostri del mare (Sea Monsters, 2019), Roma, Playground, 2021 traduzione di Antonio Bravati ISBN 978-88-99452-41-4.

### Saggi
- Magic and the Literary Fantastique in Nineteenth-Century France (2002)
- Topografía de lo insólito (2005)

## Premi e riconoscimenti
- Prix du Premier Roman Etranger: 2009 vincitrice con Book of Clouds
- Guggenheim Fellowship: 2014[6]
- Premio PEN/Faulkner per la narrativa: 2020 vincitrice con I mostri del mare
- Royal Society of Literature: Fellow dal 2020[7]